# Martín Doñate
Claudio Martín Doñate (Luis Beltrán, 12 de octubre de 1975) es un político argentino del Partido Justicialista. Fue diputado nacional por la provincia de Río Negro entre 2015 y 2019, desempeñándose como senador nacional por la misma provincia desde 2019.

## Biografía
Nació en 1975 en Luis Beltrán (Río Negro). En 2002 se recibió de licenciado en ciencias sociales en la Universidad Nacional de Quilmes y en 2015 de abogado en la Universidad Siglo 21.
Miembro de La Cámpora, en 2005 fue representante del Ministerio de Desarrollo Social de la Nación y en 2007 asumió como concejal en su ciudad natal, presidiendo el Concejo Deliberante. En las elecciones provinciales de 2011, fue elegido a la Legislatura de la Provincia de Río Negro por el «Distrito Poblacional» en la lista del Frente para la Victoria (FPV).
En las elecciones legislativas de 2015, fue elegido diputado nacional encabezando la lista del FPV en la provincia de Río Negro. Fue presidente de la comisión de Asuntos Cooperativos, Mutuales y de Organizaciones no Gubernamentales; integrando como vocal las comisiones de Comunicaciones e Informática; de Juicio Político; de Justicia; de Legislación General; de Minería; y de Peticiones, Poderes y Reglamento. Votó a favor del proyecto de Interrupción Voluntaria del Embarazo de 2018, aprobado por la Cámara de Diputados pero rechazado luego por el Senado.
En las elecciones legislativas de 2019, fue candidato a senador nacional por Río Negro, encabezando la lista del Frente de Todos, que obtuvo las dos bancas de la mayoría. Fue elegido junto a Silvina García Larraburu, con mandato hasta 2025. Se desempeña como presidente de la comisión bicameral permanente de Seguimiento y Control del Ministerio Público de la Nación; e integra como vocal las comisiones de Asuntos Constitucionales; de Seguridad Interior y Narcotráfico; de Minería, Energía y Combustibles; de Acuerdos; además de las comisiones bicamerales permanentes Revisora de Cuentas y de Fiscalización de los Organismos y Actividades de Inteligencia. En 2020, votó a favor de la ley de Interrupción Voluntaria del Embarazo.
En el ámbito partidario, fue congresal del Partido Justicialista (PJ) de Río Negro entre 2011 y 2015 y congresal del PJ nacional entre 2015 y 2019.